# 云南异燕麦
云南山燕麦（学名：Helictotrichon delavayi），别名云南异燕麦，为禾本科山燕麦属下的一个植物种。